# David Crosson
David Crosson (Bishop Auckland, 24 novembre 1952) è un ex calciatore inglese, di ruolo difensore.

## Caratteristiche tecniche
Era un terzino destro.

## Carriera
Dopo aver giocato nelle giovanili del Newcastle Utd nel 1973, all'età di 21 anni, viene aggregato alla prima squadra delle Magpies diventando professionista; fa il suo esordio nella prima divisione inglese il 13 aprile 1974, in una partita persa per 1-0 sul campo del Manchester Utd, e nelle ultime settimane della stagione gioca poi ulteriori 4 partite di campionato; rimane in rosa anche per l'intera stagione 1974-1975, nella quale in campionato gioca però solamente una partita (la sconfitta per 3-0 sul campo dei londinesi dell'Arsenal del 18 marzo 1975).
Nell'estate del 1975 viene ceduto al Darlington, club di quarta divisione, con cui gioca per un quinquennio in questa categoria mettendovi a segno 2 reti in 128 partite giocate; successivamente gioca per un biennio con i semiprofessionisti del Crook Town per poi trasferirsi in Australia, dove tra l'altro per un periodo gioca con il Rapid FC in Tasmania.
In carriera ha totalizzato complessivamente 134 presenze e 2 reti nei campionati della Football League.

## Palmarès
- Texaco Cup: 2

Newcastle: 1973-1974, 1974-1975